# Elmira

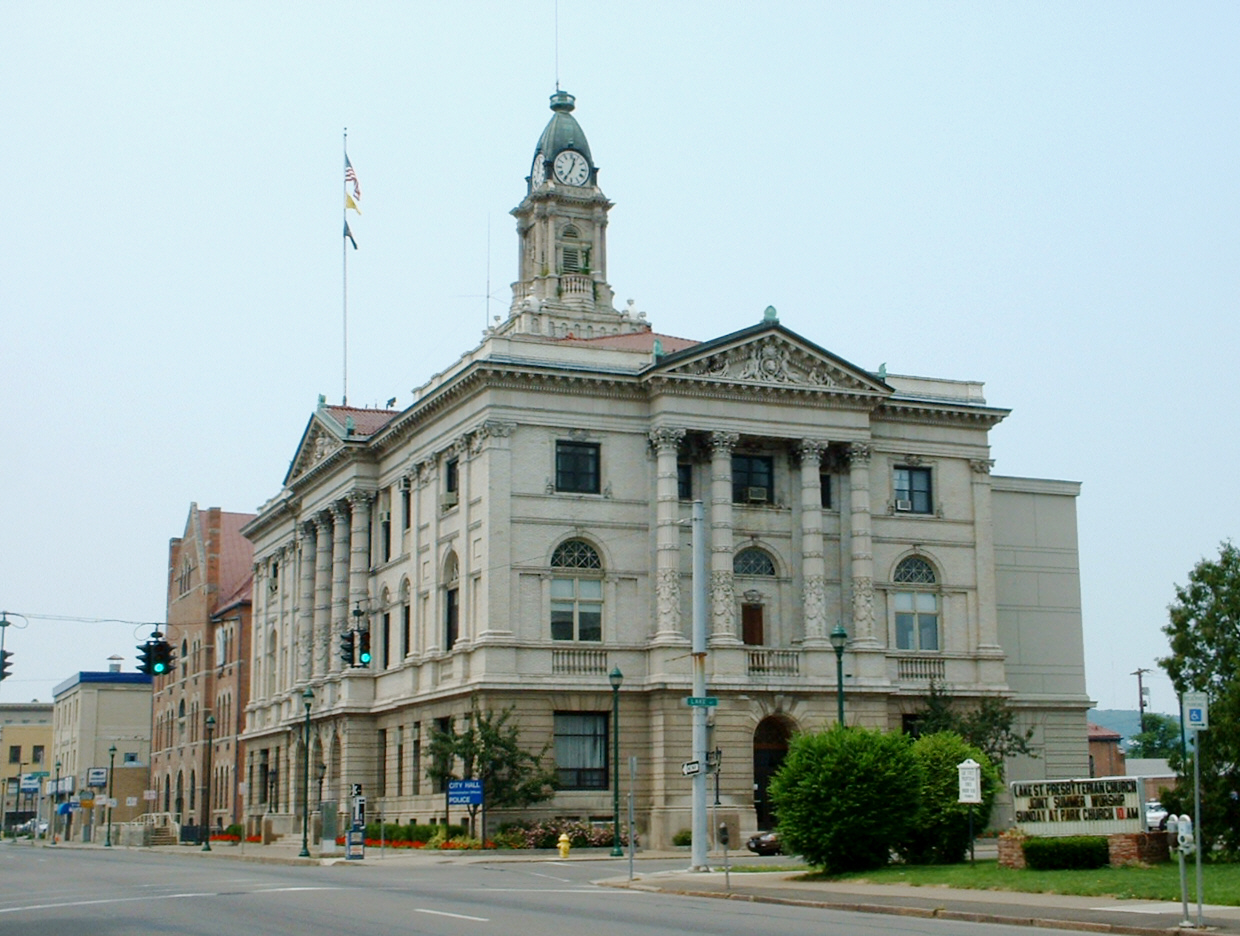
Stadshuset

Elmira är en mindre stad i Chemung County i den amerikanska delstaten New York med en yta av 77,3 kvadratkilometer och en befolkning, som uppgår till cirka 29 200 invånare (2010). Elmira är administrativ huvudort (county seat) i Chemung County. Staden (City of Elmira) omges på tre sidor av landskommunen Town of Elmira. Staden är belägen cirka 5 km norr om gränsen till delstaten Pennsylvania och cirka 120 km söder om Ontariosjön. Staden är byggd på de flacka stränderna av floden Chemung River och har därför utsatts för översvämningar vid ett antal tillfällen.
Författaren Mark Twain bodde i staden i slutet av sitt liv och han är också begravd där.